# Svegs landsfiskalsdistrikt
Svegs landsfiskalsdistrikt var 1918–1964 ett landsfiskalsdistrikt i Jämtlands län, bildat när Sveriges indelning i landsfiskalsdistrikt trädde i kraft den 1 januari 1918, enligt beslut den 7 september 1917. Den 1 januari 1965 avskaffades i Sverige samtliga landsfiskaler och landsfiskalsdistrikt, och deras arbetsuppgifter delades upp på de nyskapade indelningarna polisdistrikt, åklagardistrikt och kronofogdedistrikt.
Landsfiskalsdistriktet låg under länsstyrelsen i Jämtlands län.

## Ingående områden
Den 1 januari 1925 utbröts Ängersjö landskommun ur Ytterhogdals landskommun, och 1 januari 1937 bildades Svegs köping genom utbrytning ur Svegs landskommun. När Sveriges nya indelning i landsfiskalsdistrikt trädde i kraft den 1 oktober 1941 (enligt kungörelsen den 28 juni 1941) tillfördes Lillhärdals landskommun från det genom kungörelsen upplösta Lillhärdals landsfiskalsdistrikt. Samtidigt överfördes Ängersjö landskommun till Ytterhogdals landsfiskalsdistrikt. När Sveriges nya indelning i landsfiskalsdistrikt trädde i kraft den 1 januari 1952 (enligt kungörelsen 1 juni 1951) införlivades det upplösta Ytterhogdals landsfiskalsdistrikt, samtidigt som landskommunerna Linsell och Älvros uppgick i Svegs landskommun genom kommunreformen 1 januari 1952.

### Från 1918
- Linsells landskommun
- Svegs landskommun
- Älvros landskommun

### Från 1925
- Linsells landskommun
- Svegs landskommun
- Älvros landskommun
- Ängersjö landskommun

### Från 1937
- Linsells landskommun
- Svegs köping
- Svegs landskommun
- Älvros landskommun
- Ängersjö landskommun

### Från 1 oktober 1941
- Lillhärdals landskommun
- Linsells landskommun
- Svegs köping
- Svegs landskommun
- Älvros landskommun

### Från 1952
- Hogdals landskommun
- Lillhärdals landskommun
- Svegs köping
- Svegs landskommun